# Aviditás
A fehérjékkel kapcsolatban az aviditás írja le a több kötés együttes erősségét. Az aviditás különbözik az affinitástól, amely egyetlen kötés erősségét írja le. Így tulajdonképpen az aviditás a kötések affinitásának összege.
Gyakran az ellenanyagok kölcsönhatásainak jellemzésére használják, amikor több gyenge kovalens kötés alakul ki az antigén és az ellenanyag között. Az egyes kötések önmagukban elég könnyen felbomlanak, amikor azonban több van jelen egyszerre, akkor az együttes hatásuk következtében kölcsönösen egymást erősítő kötődés jön létre az antigén és az ellenanyag között.
Ha a fehérjék egy csoportja valamilyen közeget hoz létre például klatrinburkot, a kölcsönhatást a matricitással jellemezhetjük.

## Lásd még
- Aminosav
- Epitóp
- Fab régió
- Haptén